# 겐비 신칸센
겐비 신칸센(일본어: 現美新幹線 げんびしんかんせん[*]), 영어: GENBI SHINKANSEN)은 2016년 4월 29일부터 2020년 12월 19일까지 운행한 조이풀 트레인으로, 에치고유자와 ~ 니가타 구간을 운행했다.

## 개요
조에쓰 신칸센의 조이풀 트레인으로 운행한다. 여기서 "겐비"(일본어: 現美:げんび)는 일본어로 현대미술을 의미한다. 외관 디자인은 사진작가이자 영화 감독인 니나가와 미카가 했으며, 나카오카 불꽃 축제를 컨셉으로 한 디자인도 있다. 인테리어는 제이알동일본 건축 설계 사무소가 담당하고 있고 미술관처럼 작품이 전시되어 있다. 또한 13호차에는 CAFÉ(JR 동일본이 한국어 표기 시에 사용하는 명칭, 일본어: カフェーコーナー 카훼~코~나~[*])가 있으며, 여기에서는 쓰바메 커피가 감수하는 커피와 도카마치 스코야카 팩토리가 제공하는 스위트 알코올 메뉴를 구입할 수 있다. 열차는 6량 편성이며, 11호차는 마츠모토 히사시의 그림, 12호차는 고무타 유스케의 평면 디자인, 13호차의 CAFÉ 및 키즈 스페이스는 고부케 켄타로의 그림 및 paramodel의 그림 및 조각, 14호차는 이시카와 나오키의 사진, 15호차는 하루카 코진의 입체 작품, 16호차는 브라이언 알프레드의 영상이 전시되어 있다. 2016년 7월부터 11호차를 제외한 나머지 좌석이 자유석으로 운영되고 있다. 2017년 10월에는 겐비 신칸센 운행 개시 이후 최초로 니가타 ~ 오미야까지 운행했다.

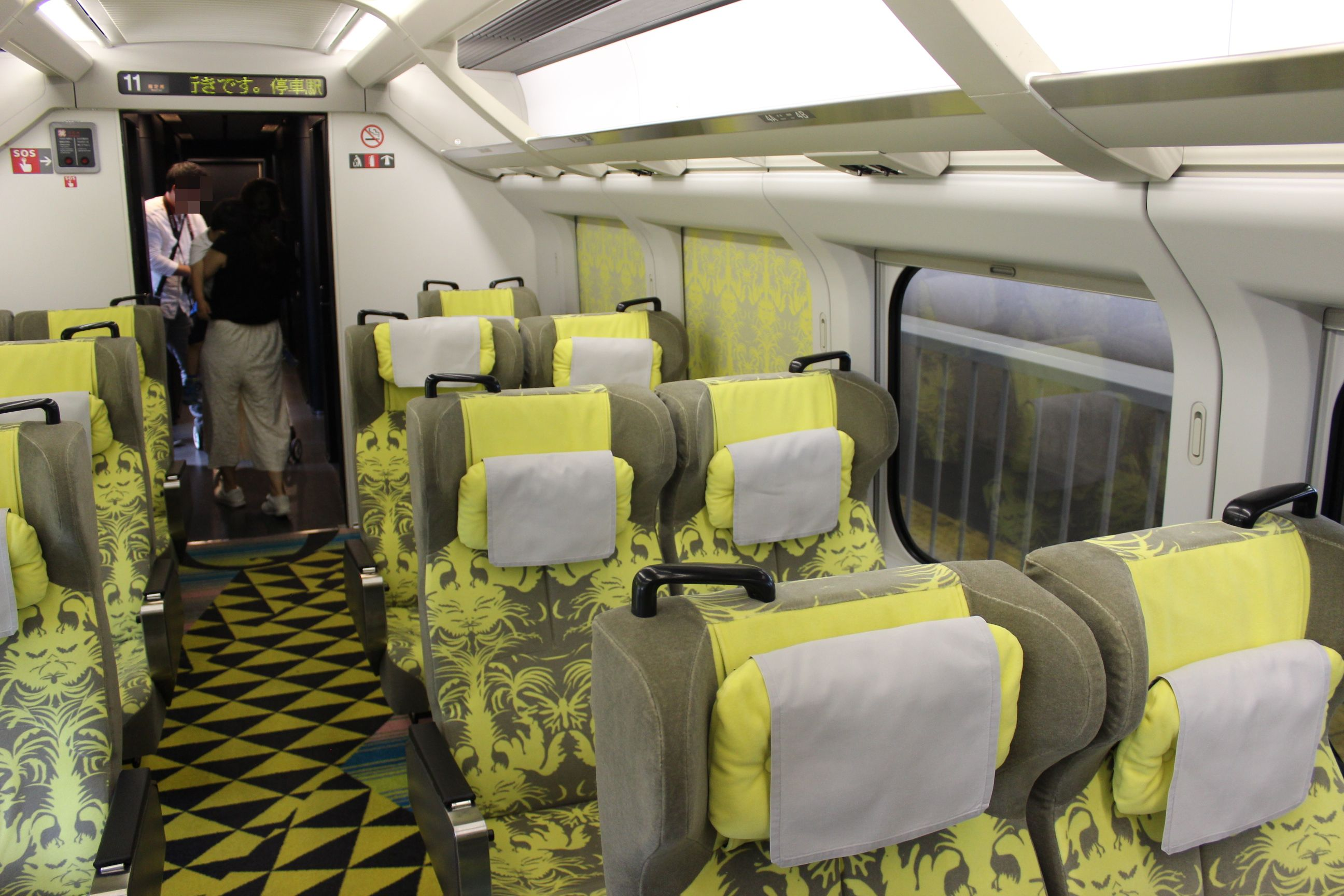
보통칸 지정석 (11호차)
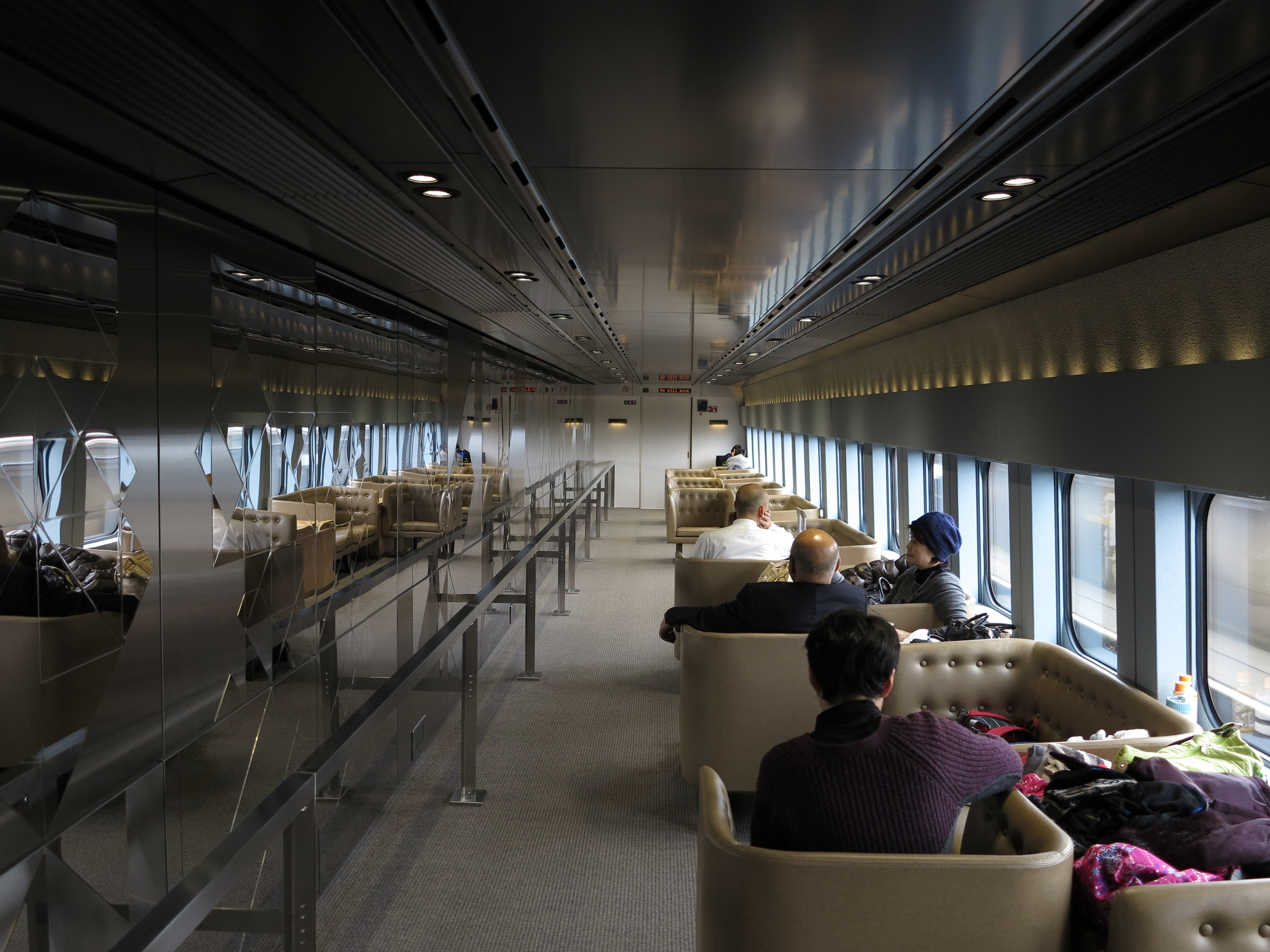
보통칸 자유석 (12호차)
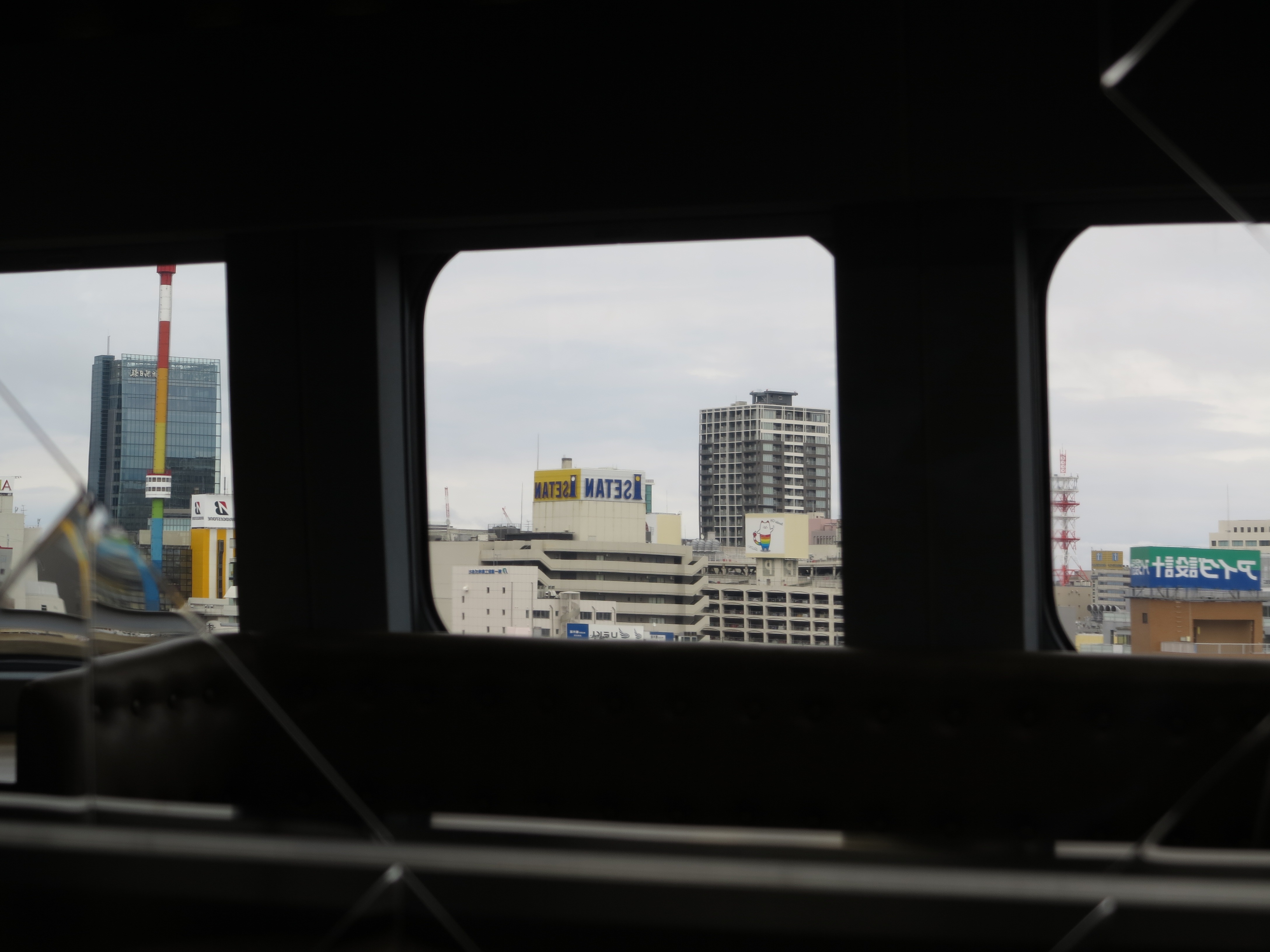
12호차의 작품 너머로 촬영한 차창
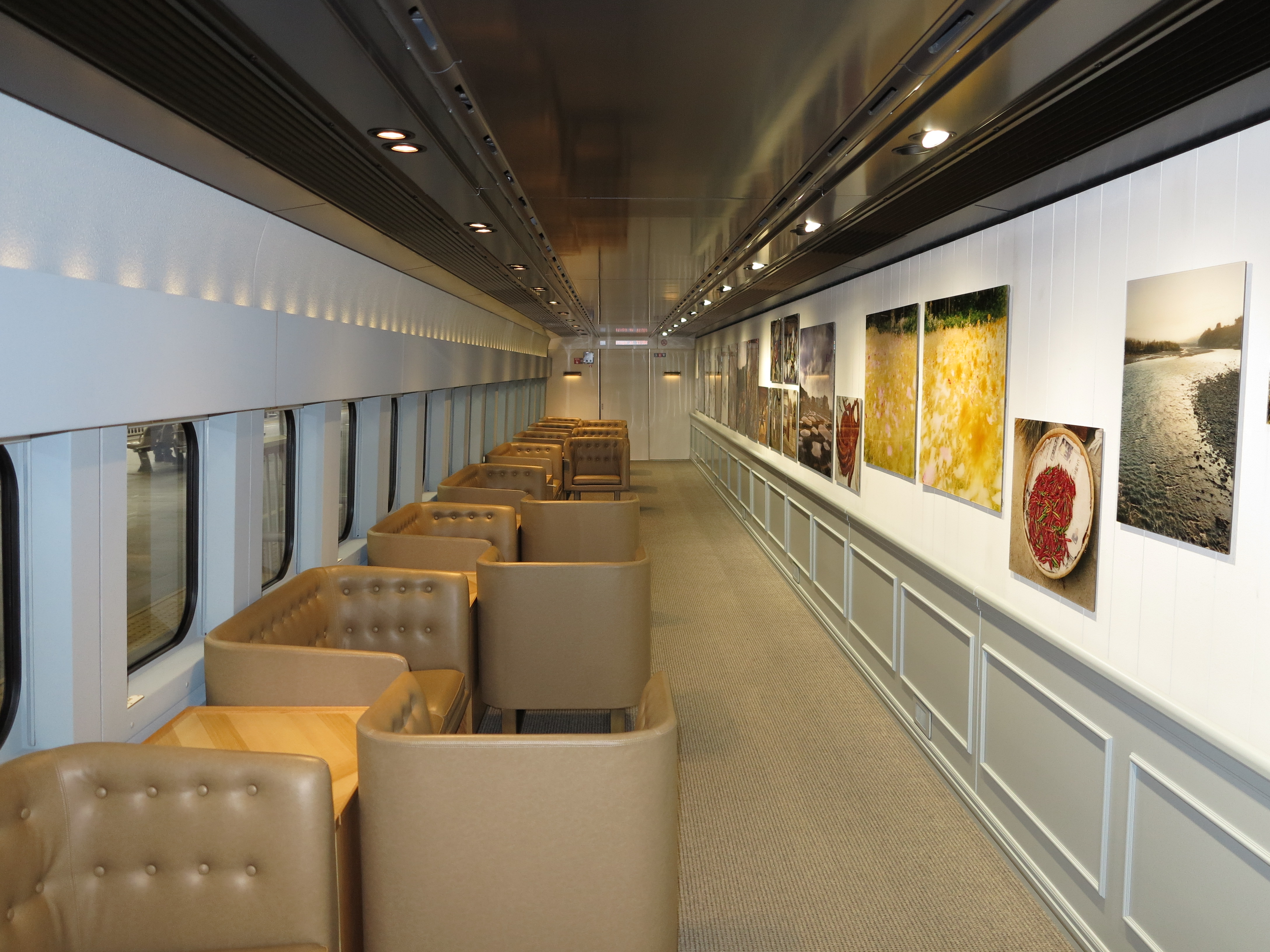
보통칸 자유석 (14호차)
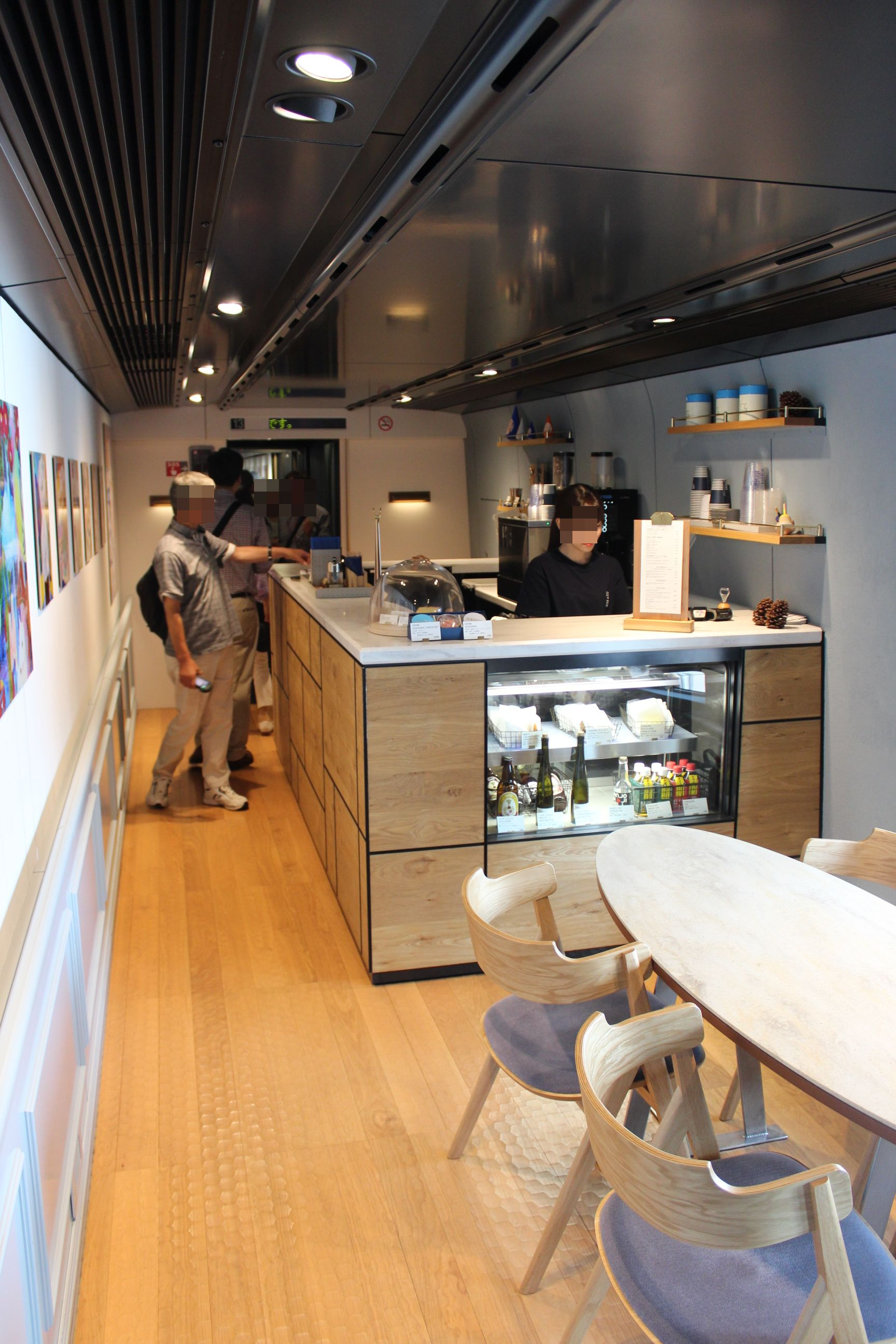
CAFÉ (13호차)
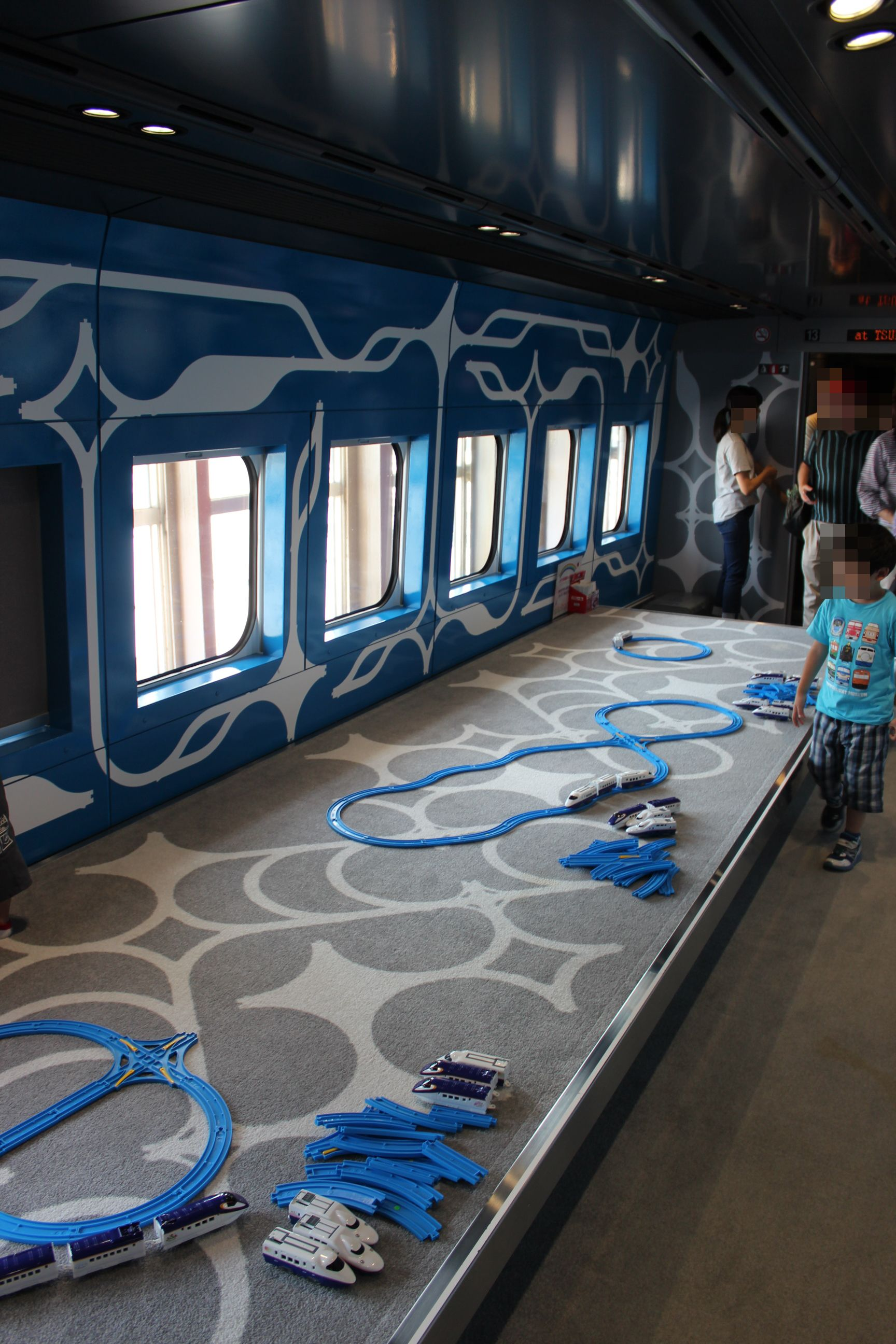
키즈 스페이스 (13호차)

## 차량

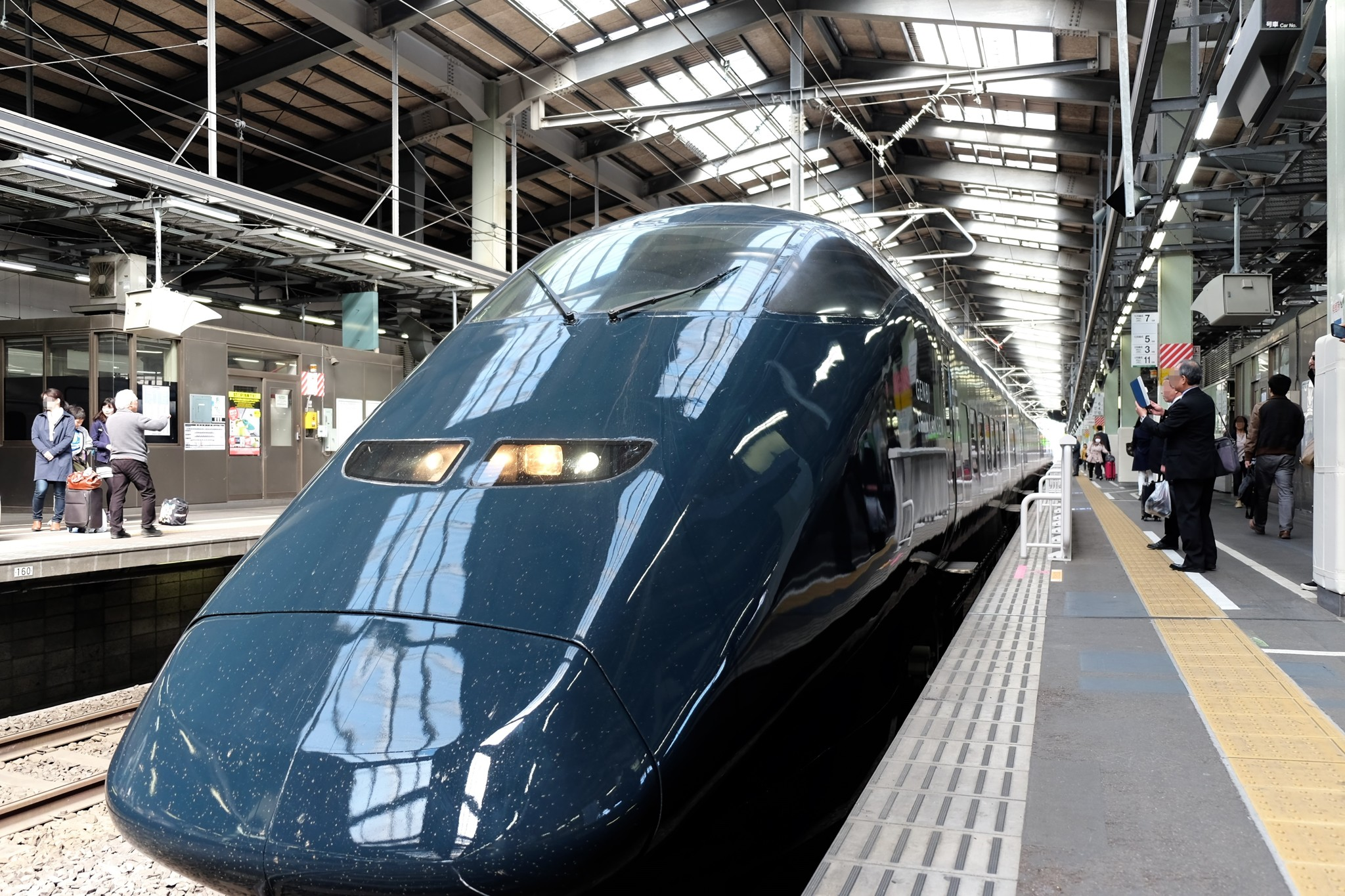
E3계 700번대.

차량은 2002년 11월 18일에 제조되어 아키타 신칸센에서 운용되다가 E6계로 대차된 E3계 0번대(R19 편성)를 개조한 것이다. 이 개조로 해당 차량들은 번대가 700번대로 변경되었다(토레이유 쓰바사도 마찬가지).
조에쓰 신칸센의 니가타 ~ 에치고유자와 구간에서만 운용되기 때문에, 번대가 바뀐 2016년 1월 4일에 다음 날인 5일에, 기존의 아키타 차량 센터에서 니가타 신칸센 차량 센터로 전속되었다.

## 운행 현황
2016년 4월 29일에 운용을 개시했다. 토레이유 쓰바사처럼 주말 및 공휴일을 중심으로 운행된다. 에치고유자와역 ~ 니가타역을 각역정차로 운행하는 '토키' 451 ~ 456호의 임시열차로 1일 3왕복 운행하며, 소요시간은 약 50분이다.
2016년 6월까지는 전차량 지정석이었으며, 11호차(리클라이닝 시트만 있는 차량)만 승차권 • 특급권이 발매되었고, 12 ~ 16호차는 여행 상품으로 판매되었다(그러나 같은 해 5월 21일부터 "입석 특급권"이 설정되기는 하였다). 같은 해 7월 이후부터는 11호차를 지정석, 12 ~ 16호차를 자유석으로 운영하고 있다.

## 정차역
| 운행 횟수                      | 에치고유자와 | 우라사 | 나가오카 | 쓰바메산조 | 니가타 | 비고               |
| ------------------------------ | ------------ | ------ | -------- | ---------- | ------ | ------------------ |
| 하행 3회 상행 3회              | ●            | ●      | ●        | ●          | ●      | 하루 6회 왕복 운행 |
| ●＝정차；■＝일부 정차；↔＝통과 |              |        |          |            |        |                    |

## 객차 구성
| 호차 | 11                        | 12                              | 13                                            | 14                       | 15                            | 16                       |
| ---- | ------------------------- | ------------------------------- | --------------------------------------------- | ------------------------ | ----------------------------- | ------------------------ |
| 좌석 | 2+2 좌석 (지정석) 및 그림 | 평면 디자인 전시 공간 및 자유석 | 그림 및 조각 전시 공간, CAFÉ 및 키즈 스페이스 | 사진 전시 공간 및 자유석 | 입체 작품 전시 공간 및 자유석 | 영상 전시 공간 및 자유석 |
| 시설 | 장애인 시설 화장실        |                                 | 장애인 시설 화장실                            |                          | 장애인 시설 화장실            |                          |

## 역사
- 2016년
  - 4월 29일 - 에치고유자와 ~ 니가타 간 운행 개시.
  - 5월 21일 - 입석 특급권의 발매 개시.
- 2017년
  - 10월 8일 - 오미야 ~ 니가타 간을 여행 상품 전용 열차로 운행.[4]
  - 12월 8일 - "JR 7사 공동 기획 스페셜 투어"(JR7社共同企画 スペシャルツアー)의 일환으로, 센다이 ~ 오미야 간을 여행 상품 전용 열차로 운행.[10]
- 2018년
  - 3월 31일 - 차내 전시 중인 예술 작품의 일부를 교체.[11]
- 2020년
  - 12월 19일 - 정기 운영 종료
  - 12월 20일 - 라스트런으로서 니가타 - 에치고유자와 역간을 2왕복 운행. 이날로써 영업 운전 종료[12][13]
- 2021년
  - 3월 1일 : R19 편성 폐차.[14]

## 같이 보기
- 신칸센 E3계 전동차
- 도키 (열차)